# Vera de Moncayo
Vera de Moncayo – gmina w Hiszpanii, w prowincji Saragossa, w Aragonii, o powierzchni 27,66 km². W 2011 roku gmina liczyła 398 mieszkańców.